# Амайя, Антонио
Антонио Амайя Карасо (англ. Antonio Amaya Carazo; 31 мая 1983, Мадрид) — испанский футболист, защитник.

## Биография
Амайя начал свою карьеру в местном футбольном клубе «Сан-Кристобаль-де-лос-Анхелесе». Далее, в 2002 году, он присоединился к другой команде клуба «Райо Вальекано», отбывая шестимесячную аренду в футбольном клубе Сегунды В «Сан-Себастьян-де-лос-Рейес».
В итоге Амайя вернулся в «Райо Вальекано», где стал важной оборонительной частью команды, которая в сезоне 2007/08 вернулась в Сегунду. Антонио появлялся на поле менее чем в половине общего количества матчей (лишь в восемнадцати из сорока двух).
14 августа 2009 года Амайя подписал контракт на три года с командой английской Премьер-лиги «Уиган Атлетик», а спустя всего неделю присоединился снова к «Райо Вальекано».
18 июля 2011 года Амайя официально заявляет об уходе из «Уигана» и подписывает контракт с футбольным клубом «Реал Бетис» на три года.

## Личная информация
Старший брат — защитник Иван Амайя.

## Статистика
| Клуб                       | Страна  | Сезон     | Игры | Голы |
| -------------------------- | ------- | --------- | ---- | ---- |
| Сан-Себастьян-де-лос-Рейес | Испания | 2003-2004 | 15   | 0    |
| Райо Вальекано             | Испания | 2004-2009 | 125  | 5    |
| Уиган Атлетик              | Англия  | 2009-2010 | 2    | 0    |
| Райо Вальекано             | Испания | 2010-2011 | 28   | 0    |
| Реал Бетис                 | Испания | 2011-     | 40   | 0    |

- (откорректировано по состоянию на 3 июля 2013 года)